# Mirandicola
Mirandicola is een geslacht van vliesvleugelige insecten van de familie Figitidae.

## Soorten
- M. fuscicollis (Hellen, 1960)
- M. sericea (Thomson, 1877)